# ماي لي
ماي لي (بالإنجليزية: May Lee)‏ هي صحفية أمريكية، ولدت في 28 مارس 1966.